# Salomos dom (Rubens)
Salomos dom är en oljemålning som attribueras den flamländske barockkonstnären Peter Paul Rubens ateljé. Den målades omkring 1615–1618 och ingår i Statens Museum for Kunsts samlingar i Köpenhamn. Den utgjorde en skiss till en förlorad målning av Rubens. 

## Motivet
Salomos dom är en episod i Första Kungaboken (2:16–28) i Gamla testamentet där det berättas om två prostituerade som bodde i samma hus och hade båda fött ett barn. Det ena barnet hade dock dött och nu hävdade båda kvinnorna sig vara mor till det överlevande barnet. Salomo, känd för sin vishet, befallde då att ett svärd skulle hämtas för att hugga barnet i två delar och ge kvinnorna hälften var. Den ena kvinnan brast då i gråt och vädjade till Salomo att hellre låta den andra kvinna få barnet. Då förstod Salomo vem den riktige modern var och lät henne behålla barnet. 

## Målningen
Målningen är uppdelad i en del till vänster med varma färger och en högerdel med kalla färger. Till vänster sitter kung Salomo med en lysande röd dräkt på sin gyllene tron. Bilden visar det dramatiska ögonblicket när en svärdsman lyfter barnet i foten och höjer svärdet med andra handen för att hugga barnet itu. Den riktige modern, iklädd en guldgul klänning, faller då vädjande ner på knä. Den lögnaktiga kvinnan avbildas till höger i en silverfärgad klänning och på golvet framför henne ligger hennes dödfödde son. Bakom henne skildras vridna silverfärgade pelare.     
Målningen togs som krigsbyte av fältherren Josias Rantzau som gav den som gåva till kung Kristian IV av Danmark eller hans son Fredrik III. Den överfördes 1969 till Statens Museum for Kunst.

## Konstnären

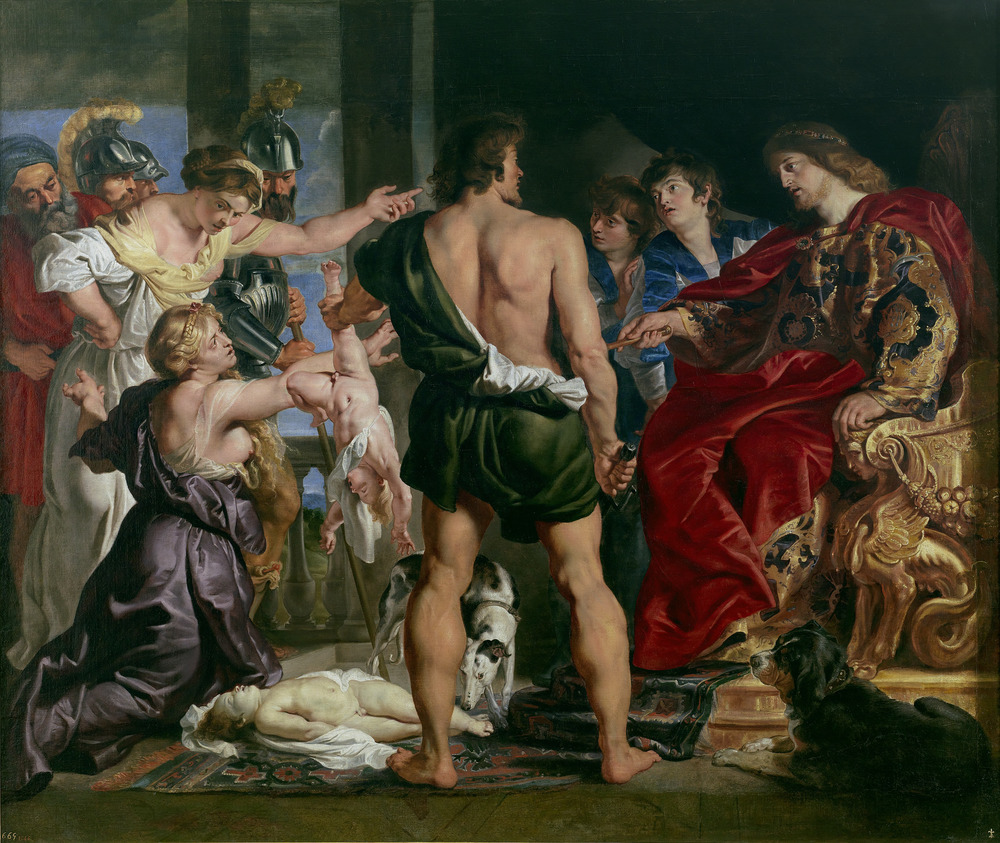
Pradomuseets version dateras till 1611–1614 och är 184 x 219 cm stor.

Efter en åttaårig vistelse i Italien återvände Rubens till Antwerpen 1608 där han året därpå utnämndes till hovmålare åt Albrekt VII av Österrike och Isabella Clara Eugenia av Spanien som var ståthållare i Spanska Nederländerna. I Antwerpen blev han snabbt både berömd och efterfrågad. För att möta efterfrågan startade Rubens cirka 1615 en ateljé där flera av tidens främsta flamländska konstnärer var verksamma. Salomos dröm anses inte vara utförd av mästaren själv.

## Relaterade målningar
Andra exempel på verk av Rubens med motiv från Gamla testamentet är Edens lustgård och syndafallet, Susanna och gubbarna och Simson och Delila.
I Pradomuseets samlingar finns en annan version av Salomos dom som dateras 1611–1614 och som också tillskrivs Rubens ateljé. Den tillhörde Elisabet Farnese, drottning av Spanien, år 1746 och ingick därefter i de kungliga spanska samlingarna.